# Lepidostoma brevipalpatum
Lepidostoma brevipalpatum is een schietmot uit de
familie Lepidostomatidae. De soort komt voor in het Oriëntaals gebied.